# Усть-катавский трамвай
Усть-Ката́вский трамва́й — служебная трамвайная система Усть-Катава, используемая для обкатки новых вагонов Усть-Катавского вагоностроительного завода. Являлась с 1973 по 1997 годы пассажирской. Система имеет самый большой уклон на территории России и СНГ 11,2 ‰ (6.39°), совмещённый с поворотами малого радиуса.

## История
- 1901 — На Усть-Катавском вагоностроительном заводе освоен выпуск трамвайных вагонов для Тифлиса и Екатеринодара.
- 1919 — Вагоностроительный завод национализирован.
- 1937 — Начато производство трамвайных вагонов Х и М.

- 1973 — Для обкатки новых трамваев открыто движение по одноколейной линии протяжённостью 4 км. Также организовано пассажирское движение по маршруту «Завод — Паранино».

Было организовано пассажирское движение. По некоторым данным, проезд разрешался только работникам УКВЗ. Поэтому Усть-Катав не включался в перечень городов с трамвайным движением.
- 1980-е годы — планировалось превращение служебного трамвая в полноценный городской транспорт путем строительства веток на левый берег реки Катав и до нового железнодорожного вокзала, но дальше генплана дело не пошло.

- 1997 — пассажирское движение на линии прекращено.
- 1 января 2012 — В соответствии с Указом Президента Российской Федерации от 11 июня 2011 г. № 772 и распоряжением Правительства Российской Федерации от 7 июля 2011 г. № 1159-р Федеральное Государственное Унитарное Предприятие «Усть-Катавский вагоностроительный завод имени С. М. Кирова» преобразовано в филиал ФГУП «Государственный космический научно-производственный центр имени М. В. Хруничева».
- 3 февраля 2020 — Усть-Катавский вагоностроительный завод имени С. М. Кирова официально вышел из состава Центра им. М. В. Хруничева. 3 февраля официально завершилась процедура передачи имущественного комплекса Усть-Катавского вагоностроительного завода от «ГКНПЦ им. М. В. Хруничева» в АО «УКВЗ».

В настоящее время используется для чартерных пассажирских перевозок по особым случаям.